# Maj-Lis Lööw
Maj-Lis Heldine Lööw, née le 13 août 1936 à Eskilstuna, est une femme politique suédoise.
Membre du Parti social-démocrate suédois des travailleurs, elle siège au Riksdag de 1979 à 1995, ainsi qu'au Parlement européen de 1995 à 1999.